# Dominikus Dietrich (Geistlicher)
Dominikus Josef Dietrich OPraem (* 30. Dezember 1871 in Hall in Tirol; † 26. Oktober 1951 in Innsbruck) war Prämonstratenser-Chorherr und Abgeordneter zum österreichischen Nationalrat.

## Leben

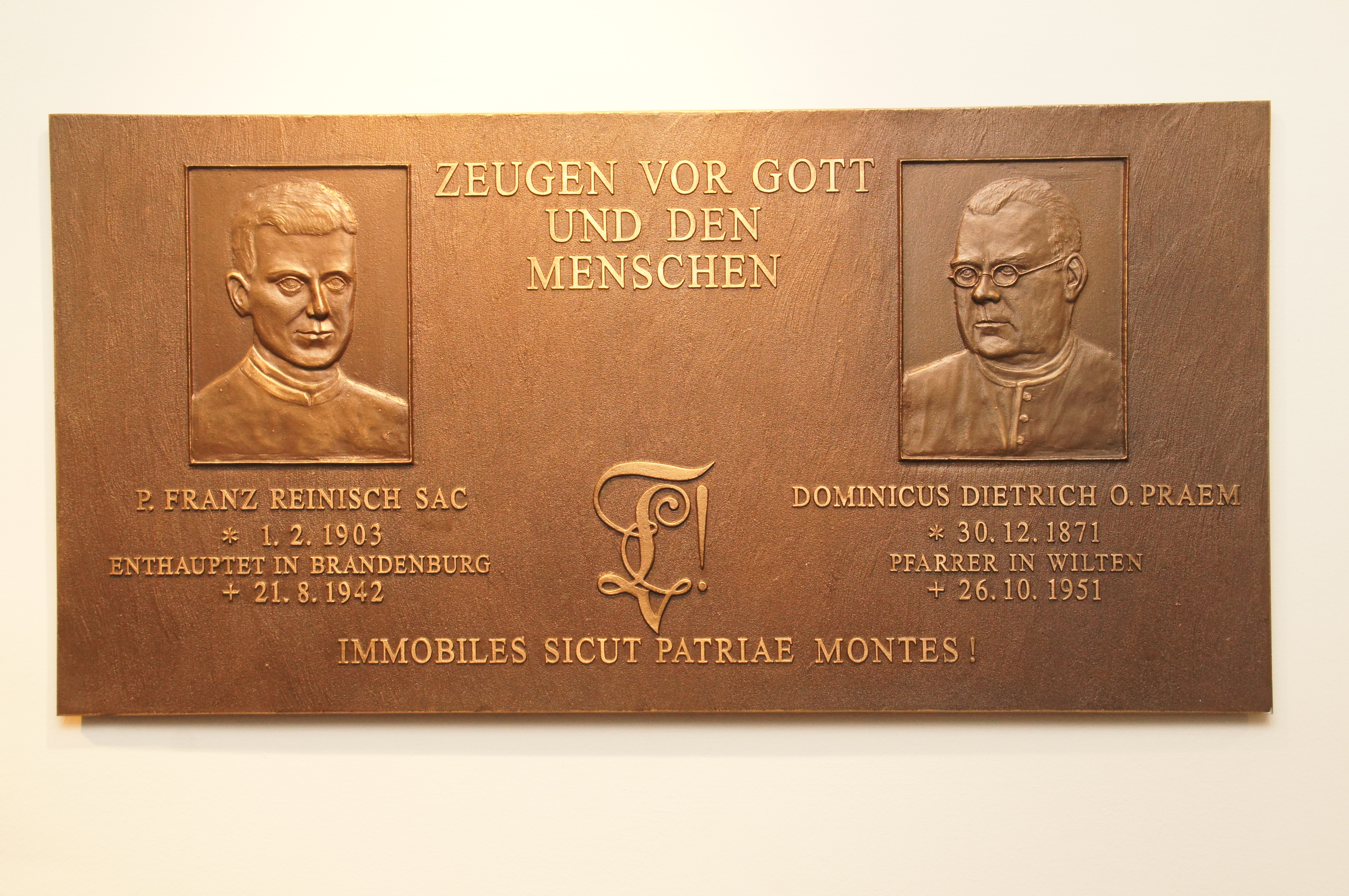
Gedenktafel für Franz Reinisch und Dominikus Dietrich am Haus der K.Ö.H.V. Leopoldina Innsbruck

1889 trat Dominikus Dietrich den Prämonstratenser-Chorherren des Stifts Wilten in Innsbruck bei. Am 26. Juli 1894 erhielt er die Priesterweihe.
Im Stift arbeitete er als Lehrer der Philosophie und Dogmatik von 1894 bis 1930. Von 1910 bis 1914 war er Novizenmeister, von 1914 bis 1933 Prior. Als Pfarrer von Wilten arbeitete er von 1930 bis 1951.
Er war Vizepräsident des Roten Kreuzes und Gründer des Notburgaheims (einem Heim für Dienstmädchen) in Innsbruck.
Er war Ehrenmitglied der katholischen Studentenverbindungen AV Vindelicia Innsbruck (1920) und KÖHV Leopoldina Innsbruck (1921).
Ab 1928 wurde auf sein gemeinsames Betreiben mit Prof. Rudolf Schlenz sen. auf der Hungerburg eine Pfarre eingerichtet, anfangs mit dem ehemaligen Gartenhaus Würth als Notkirche. 1931/32 wurde die Theresienkirche erbaut.

## Politik
Vom 2. September bis zum 20. November 1923 war er Abgeordneter der Christlichsozialen Partei (CS) zum österreichischen Nationalrat (I. Gesetzgebungsperiode).